# Valley City (Dakota Północna)
Valley City – miasto w Stanach Zjednoczonych, w stanie Dakota Północna, stolica hrabstwa Barnes, położone nad rzeką Sheyenne. W 2008 liczyło 6396 mieszkańców.